# Codonanthopsis
Codonanthopsis är ett släkte av tvåhjärtbladiga växter. Codonanthopsis ingår i familjen Gesneriaceae.
Kladogram enligt Catalogue of Life:
| Codonanthopsis | \| \| Codonanthopsis dissimulata \| \| \| \| \| \| Codonanthopsis hubneri \| \| \| \| \| \| Codonanthopsis mansfeldiana \| \| \| \| \| \| Codonanthopsis ulei \| \| \| \| |
|                | \| \| Codonanthopsis dissimulata \| \| \| \| \| \| Codonanthopsis hubneri \| \| \| \| \| \| Codonanthopsis mansfeldiana \| \| \| \| \| \| Codonanthopsis ulei \| \| \| \| |
|                | Codonanthopsis dissimulata |
|                | |
|                | Codonanthopsis hubneri |
|                | |
|                | Codonanthopsis mansfeldiana |
|                | |
|                | Codonanthopsis ulei |
|                | |